# 떠이 트랑
떠이 트랑(베트남어: Thùy Trang ; 1973년 12월 14일~2001년 9월 3일)은 베트남계 미국인 배우이다 . 그녀는 TV 시리즈 마이티 모핀 파워레인저의 최초의 옐로우 레인저인 트리니 콴 역으로 가장 잘 알려져 있다.
그녀의 아버지는 남 베트남 육군 장교였으며 사이공이 함락 된 후 1975년에 가족을 남겨 두고 국외로 탈출했다. 트랑이 여섯 살이 되던 해, 그녀와 어머니와 형제들은 홍콩으로 향하는 화물선을 탔는데, 그 동안 트랑은 병 때문에 매우 아팠다. 그들은 1980년 미국에서 아버지와 재회하여 캘리포니아에 정착했다. 그녀는 토목 공학을 공부하기 위해 어바인 캘리포니아 대학교에 입학했지만, 한 에이전시가 연기 수업 중에 그녀를 관찰하고 배우 활동을 제안하여 배우 활동을 시작했다.
그녀는 오디션에서 약 500명 가량의 후보를 제치고 첫 주연작인 마이티 모핀 파워레인저에 캐스팅 되었다. 다른 출연진들과 마찬가지로 트랑은 파워 레인저 유니폼을 입지 않는 장면만 연기했다. 유니폼을 입는 전투장면은 일본 TV 시리즈 슈퍼 전대 시리즈의 장면이었고 목소리만 더빙하였다. 트랑은 첫 시즌 전체와 두 번째 시즌의 일부를 포함하여 시리즈의 80편에 출연했다. 그녀는 많은 스턴트 연기를 수행했으며 촬영장에서 자주 부상을 입었다.
트랑은 계약 및 지불 분쟁으로 인해 동료 배우 오스틴 세인트 존과 월터 엠마누엘 존스와 함께 두 번째 시즌 중반에 마이티 모핀 파워레인저에서 하차했다. 그녀는 영화 스파이 하드(1996)에서 잠깐 등장했으며 영화 크로우 2(1996)에서 주요 악역을 연기했다. 그녀는 오스틴 세인트 존과 월터 엠마누엘 존스와 함께 여러 영화에 출연 할 계획이 있었지만 결국 제작된 영화는 없다. 트랑은 27세에 교통 사고로 사망했다.

## 어린 시절
떠이 트랑은 1973년 12월 14일 베트남 공화국 사이공 (현재 베트남 호치민시의 일부)에서 태어났다. 그녀는 두 형제와 한 자매가 있었다. 남 베트남 군 (ARVN) 장교인 그녀의 아버지는 공산주의 북베트남 군으로부터 사이공을 보호하는 임무를 맡았다. 1975년 사이공이 함락된 이후, 그는 어쩔 수 없이 가족을 떠나 도피하여 미국으로 이민을 갔다. 트랑과 그녀의 가족은 아버지가 가족을 위해 정치적 망명을 신청하기 위해 미국 정부에 탄원을 하는 동안 임시 수용소에서 살았다. 그들은 트랑이 2살 때 사이공에서 도망 쳤다.
1979년 트랑이 여섯살 되던 해, 그녀와 그녀의 가족은 홍콩행 화물선에 밀항했다. 한정된 공간으로 인해 사람들이 빽빽하게 들어찼고 음식과 물이 부족하여 매우 힘든 여정이었다. 여정은 약 8~9 개월 동안 지속되었으며 적어도 4명 이상이 사망했다. 트랑은 오랜 시간 음식을 먹지 못해 병에 걸렸으며, 그녀의 어머니가 의식을 잃은 그녀에게 억지로 음식을 먹여 살렸다. 어느 순간, 다른 난민들은 트랑이 죽었다고 생각하고 다른 난민들을 위한 공간을 만들기 위해 그녀를 배 밖으로 던지기를 원했지만 그녀의 어머니는 그들이 그렇게하지 못하도록 막았다. 트랑의 가족과 그녀의 아버지는 1980년 미국에서 다시 재회하여 캘리포니아주 파운틴 밸리에 정착했다.

트랑은 미국에 처음 도착했을 때 영어를 구사하지 못해서 배워야했다. 트랑은 소림 쿵푸를 연마하여, 결국 검은 띠를 받았다. 트랑은 쿵푸 수련에 대해 말했다 : 
 쿵푸는 내가 미국으로 오면서 겪었던 많은 일들을 통해 인격을 형성하고, 더 강한 사람으로 만들어 줘서 좋다. 나는 단지 내가 누구인지, 내가 무엇인지, 그리고 존중, 규율, 인내, 끈기, 인내심에 대해 스스로 가르친다. 
 트랑의 아버지는 그녀가 18살 되던 해인 1992년 사망했다. 그녀는 로스 앤젤레스의 윌밍턴 인근에 있는 피니어스 베닝 고등학교를 졸업하고 캘리포니아 대학교 어바인 토목 공학을 전공했다. 트랑의 취미는 테니스, 조깅, 로맨스 소설 읽기였다. 그녀는 Nia라는 이름의 개를 키웠다. 트랑은 엔지니어링 분야에서 경력을 쌓을 계획 이었지만 1992년 UCI 입문 강의에서 에이전트가 그녀를 관찰하고 에이전시를 제안한 후 그녀는 진로를 연기로 전환했다. 가족 중 처음으로 연기를 시작한 트랑은 연기 경력을 시작하였으나 학업을 마칠 계획이라고 했다.

## 커리어

### 파워 레인저
트랑의 첫 연기는 그녀가 불교인이었음에도 불구하고 사이언톨로지 교회 텔레비전 광고였다. 그녀는 1993년 TV 시리즈 마이티 모틴 파워레인저의 옐로우 레인저인 트리니 콴 역으로 첫 주연을 맡았다. 그녀의 에이전트는 그녀가 다양한 인종으로 구성된 약 500명의 여배우를 포함하는 오디션 과정에 참여하도록 주선했다. 캐스팅 디렉터 케이티 월린(Katy Wallin)은 트랑의 스크린 테스트 당일 "떠이는 너무 긴장해서 최종 콜백을 거의 마치지 못 할 뻔 했다"고 말했다. 그녀는 오디션 기간동안 그린 레인저 토미 올리버를 묘연기한 무술 강사이자 배우 인 제이슨 데이비드 프랭크와 짝을 이루었다. 20여명의 임원 앞에서, 배우에게 연기할 장면을 읽어주고, 액션 연기를 하도록 했다. 월린은 트랑에게 기합을 외치며 방 안으로 뛰어든 후, 오디션 테이블 위로 뛰어 올라 가라데 동작을 하라고 요구했다. 트랑은 그렇게 한 후, 조용히 테이블에서 내려서 책을 읽고 방에서 나왔다. 월린은 그녀의 스크린 테스트에 대해 "나는 그녀를 사랑했고 옐로우 레인저가되는 것에 대한 그녀의 두려움없는 접근 방식을 매우 자랑스럽게 생각했다." 트랑이 최종 선정되기 전에 이 배역의 결선 참가자는 10명, 5명, 3명으로 좁혀졌다.

마이티 모틴 파워레인저의 떠이 트랑. 사진은 트리니 콴역의 떠이 트랑 (왼쪽)과 파워 레인저(옐로우 레인저) (오른쪽).

이 배역은 트랑이 배역을 맡기 전 여배우 Audri Dubois가 연기한 파일럿 에피소드에서 시작됐다. 트랑은 배역을 맡은 후, 세트장에 더 가깝게 지내기 위해 파운틴 벨리에서 로스 엔젤레스로 이사하였다. 트랑은 자신의 캐릭터를 "빠른 손과 평화로운 영혼"이라고 표현하며, 아시아 슈퍼 히어로를 오랫동안 원했던 시청자들에게 영감을 주는 캐릭터라고 했다. "아시아인들은 미디어에서 잘 그려지지 않으며, 고정관념적인 역할(갱단, 매춘부 등) 외에 아시아 사람들을 위한 역할도 많지 않다. 나이든 아시아인들이 나에게 많이 와서 내가 아시아 공동체에 봉사하고 있다고 말한다."
트랑과 다른 출연진은 파워 레인저 의상을 입지 않은 장면에 등장했지만, 전투 장면은 일본의 TV 시리즈 슈퍼 전대 시리즈영상으로 대체되었다. 일본 시리즈에서 옐로우 레인저는 남성 캐릭터이지만 미국 쇼 제작자는 더 많은 여성 캐릭터를 원했기 때문에 비용이 많이 들지 않는 장면에서 캐릭터를 여성으로 변경하고 일본 시리즈의 남성 배우의 전투 장면에 트랑의 목소리를 더빙했다. 옐로 레인저 의상에는 일본, 미국 버전의 핑크 레인저와 같이 스커트가 없는 이유가 그것이다. 아시아계 미국인 여배우인 트랑을 옐로우 레인저의 역할에 넣기로 한 결정은 인종차별이란 비판을 받았으며 농담의 대상이 되었다. 제작자들은 인종과 의상 색은 아무 관계가 없다고 해명했다. 스크린 랜트의 Bernardo Sim은 의상 색상을 "어떤 문제가있는 결정"이며 "인종차별"이라고 했다.
트랑은 첫 시즌 전체와 두 번째 시즌의 일부분을 포함하는 시리즈에서 80 편의 에피소드에 등장했다. 트랑은 많은 스턴트 연기를 수행했다. 그녀는 몸매를 유지하기 위해 시리즈에 출연하는 동안 규칙적인 운동과 조깅을 하고, 촬영장에서 제이슨 데이비드 프랭크 등 무술 전문가들로부터 훈련을 받았다. 연기에 입문한 트랑은 "연기는 매 순간 정직하고 진실하다는 것을 알게 됐다. 카메라가 너무 가까워서 모든 것을 볼 수 있기 때문에 진실하고 정직하면 시청자도 알게 될것이다"라고 말했다. 그녀는 이 쇼가 아이들에게 팀워크와 자신감에 대한 긍정적인 메시지를 전달한다고 믿었다. 트랑은 공동 주연인 에이미 조 존슨 (Amy Jo Johnson)과 친한 친구가 되었으며, 두 사람은 종종 서로의 집에서 파자마 파티를 열었다. 두 사람은 1994년 노스 리지 지진 이 일어났을 때 함께 있었고 매우 두려워 했다. 그날은 촬영이 있어서 어떻게든 스튜디오로 가야했다. 하지만 제작진이 도착하지 않아서 어떤 장면도 촬영되지 않았다. 트랑은 촬영 중 반복적으로 부상을 입었으며, 부상으로 인해 촬영 중에 다른 사람들에 의해 실려갔다. 제이슨 데이비드 프랭크 (Jason David Frank)는 그녀의 부상에 대해 다음과 같이 말했다. "그녀는 연기에 온 힘을 쏟았고 그 때문에 자주 사고가 일어났다."
트랑은 동료 출연진인 오스틴 세인트 존과 월터 엠마누엘 존스 두 사람과 함께 계약 및 지불 분쟁. 때문에 두 번째 시즌의 중간에 하차했다. 배우들은 약 10억 달러 가치가 있다고 추정되는 이 쇼의 상품화에 대한 보상 없이 연간 약 6만 달러 정도의 비조합 급료를 받고 있었다. 그들 세사람은 모두 잉그리드 왕(Ingrid Wang)이 에이전시 중이었고 더 많은 보상과 노조 인정을 요청했다. 에이미 조 존슨(Amy Jo Johnson)은 이후 자신과 다른 주연 배우들이 노조 인정과 임금 상승을 요구하는 3 명의 주연 배우들과 합류하지 않았다는 것을 유감스럽게 생각했다. 방송 내에서 배우들의 하차는 스위스의 국제 "평화 회의"에서 파워레인저가 대표로 선정되면서 발표되었다. 세 사람을 하차에 관한 공동 성명을 발표했다.
| “ | '파워 레인저'로서 두 시즌을 보낸 후, 우리는 우리에게 주어진 새로운 기회로 나아가고 싶다. 우리의 '파워 레인저' 연기 경험은 항상 우리의 삶과 직업에서 흥미롭고 중요한 부분으로 남을 것이며, 우리가 이 방송에 참여함으로써 수많은 어린이들의 삶에 감동을 줄 수 있었다는 것은 만족스러운 일이다. | ” |

시즌 2의 20번째 에피소드인 "Opposites Attract"는 트랑이 직접 출연한 마지막 파워 레인저 에피소드이다. 이후 에피소드에서 옐로우 레인저가 등장은하지만 의상 형식으로 만 나타나며 트랑이 연기하진 않았다. 트랑의 하차로 2부 "The Power Transfer"에피소드에서 레드, 블랙, 옐로우 레인저의 힘이 빛의 검이라는 고대 마법의 유물을 사용하여 새로운 캐릭터로 옮겨지는 스토리로 진행되었다. 세 사람의 아카이브 영상이 이 에피소드에서 사용되었다. 트랑의 옐로우 레인저 배역은 5개 도시의 4,000여명 배우가 오디션을 거쳐 카랜 애슐리가 맡게 되었다. 파워 레인저의 작가이자 프로듀서 인 재키 마천드(Jackie Marchand)는 세 배우의 하차에 "어려운 배역 교체였으며 꽤 치열했다"고 말했다. 폭스 키즈의 마가렛 로쉬 (Margaret Loesch ) 회장은 트랑과 다른 출연 배우들에 대한 성명을 발표했다. "우리는 항상 그들을 파워 레인저 가족의 일부로 간주 할 것입니다." 트랑은 하차에 대해 말했다. "방송은 훌륭했고, 많은 경험을 주었다. 그러나 이제는 더 나아가야 할 시간이고, 나는 장편 영화를 하는 여배우로 진지하게 임하고 싶다"

### 포스트파워 레인저
밖에 있는 모든 사람에게 당신의 꿈을 펼치세요. 어떤 꿈을 가졌든 그냥 꿈을 쫓으세요. 왜냐하면 당신은 기본적으로 그 꿈을 이룰 수 있는 힘이 있습니다. 내 말은, 날 보세요. 나는 공산주의 때문에 무너지고 있던 나라에서 미국으로 탈출하여 모르는 언어를 처음부터 배우고, 지금의 내가 있는 곳을 극복하여, 마음만 먹으면 무엇이든 하고 싶은 일을 할 수 있다는 것을 보여줄 뿐입니다.

 1995년 1월 4일, 파워레인저에서 하차한 세 사람은 워싱턴 DC에 있는 미국 국회 의사당에서 무술 관련 정보 세션을 주최했다. 그 곳에서 104대 미국 의원 뉴트 깅리치와 미국 하원 의원들에게 기본적인 무술을 가르쳤다. 이들 세 사람은 1995년 다큐멘터리 무술 백과 사전에서 아시아 무술의 역사와 할리우드 영화 산업에서의 역할에 대해 인터뷰 했다. 트랑은 오스틴 세인트 존과 월터 엠마누엘 존스의 무술 비디오에 카메오 출연을 했다. 세 사람은 라이브 투어 무대와 아레나 쇼를 개최하기로 계획했다. 그녀는 1995년 2월 4일 캘리포니아 웨스트민스터에서 베트남 문화를 기리는 행사인 리틀 사이공 테트 페스티벌에 게스트로 출연했다. 페스티벌기간 동안 그녀는 파워레인저로 연기했던 날들, 그녀의 경력의 다른 측면 및 아시아계 미국인 여배우로서 영화와 텔레비전에 출연하려했던 경험에 대해 이야기했다.
트랑의 첫 번째 영화 배역은 1996년 영화 스파이 하드의 손톱 관리사였다 . 트랑은 이 영화의 엔딩 크레딧에 안마사를 연기한 것으로 잘못 기재되었다. 실제로 안마사는 타라 레온이 연기했으나 둘의 배역이 바뀌어 기재되었다. 트랑은 1996년에 개봉된 장편 영화 크로우 2에서 주연 악당인 칼리를 연기했다. 그녀는 촬영이 시작되기 직전인 사전 제작 과정에서 아주 늦게 캐스팅되었다. 트랑은 악명 높은 마약왕 유다 얼이 이끄는 갱단의 일원인 칼리를 연기했는데, 유다의 심복들이 동료 마약상을 살해하는 것을 목격한 후 주인공인 정비공 애쉬 코번와 그의 8살 난 아들을 죽이는 역할을 했다. 트랑의 캐릭터는 부활한 코번에 의해 죽었다. 영화에 비판적인 캔버라 타임즈의 작가인 듀갈 맥도날드 (Dugal Macdonald)는 트랑의 연기에 "deliciously evil"이라고 평했다. 다른 평론가들은 트랑의 연기에 대해 더 부정적이었다 . 존 위트(John Johnrt)는 그녀의 연기를 "실패"라고 불렀고, 산타페 뉴 멕시코 (Santa Fe New Mexican) 의 존 보우먼(Jon Bowman)은 "그녀의 가장 두드러진 특징은 비웃음"이라고 말했다.
트리니 콴은 영화 무적 파워 레인저 (1997)의 초기 초안에 카메오로 포함되었지만 최종 편집에서 잘렸다. 트랑은 오스틴 세인트 존과 월터 엠마누엘 존스와 1990년대 중반 랜드마크 엔터테인먼트 그룹에서 제작 할 사이버 스트라이크, 액트 오브 커리지, 멀린의 아이들을 포함한 여러 영화에 출연 할 계획이었다. 그러나 이 세 영화 중 어느 것도 제작되지 않았다. 또한 트랑은 트래이시 Z의 모험이라는 영화에 출연 할 것으로 예상되었으나 결국 출연하지 못했다.

## 사망
나는 너무 충격을 받았다. 나는 단지 그녀의 목소리를 듣기 위해 몇 번인가 그녀의 음성메일에 전화를 걸어 보고 싶을 것이라는 메시지를 남긴 것을 기억한다. 그녀의 어린 시절과 그녀와 그녀의 가족이 베트남을 떠나 피난민이 되어 미국으로 이민을 온 모든 일을 알게 된 나는 그녀와 그녀의 가족이 이곳에서 그들의 삶을 재건할 수 있었던 힘에 감탄했다. 나는 항상 그녀의 큰 웃음과 전염성 있는 미소를 기억할 것이다.

 2001년 9월 3일, 트랑은 배우이자 모델인 친구 안젤라 록우드와 함께 더스틴 응우옌의 결혼식에 신부 들러리를 서기 위해 같이 여행했다. 그들은 산호세와 로스 앤젤레스 사이의 주간고속도로 제5호선을 차로 달리고 있었다. 산호세의 록우드의 가정부를 방문한 후 밤 늦게 운전했다. 또 다른 신부 들러리인 스테피아나 델 라 크루즈는 운전 중 길가의 홈에 있는 느슨한 자갈 부딪쳐 차량의 통제를 잃었다. 도로를 가로질러 격렬하게 방향을 틀다가 길가의 바위를 들이받았고, 몇 번이나 뒤집힌 후 안전 레일을 들이받고 둑을 넘어 두번째 바위에 부딫혔다. 록우드는 차 밖으로 35피트나 튕겨져 살았지만 척수를 절단하여 목아래가 마비되었다. 운전자도 사고에서 살아 남았다. 트랑은 내상을 입었고, 구급대원이 기관 튜브를 목구멍 아래에 놓은 뒤 내부 출혈로 인해 혈액이 분출되기 시작했다. 그녀를 병원으로 이송하기 위해 헬리콥터가 도착했지만 병원에 도착하기 전에 사망했다.
트랑의 시신은 일주일 뒤 9월 10일에 화장되었으며 , 캘리포니아주 휘티어에 있는 로즈힐 메모리얼 파크 (Rose Hills Memorial Park)에 유골 일부를 흩뿌리고 일부는 매장했다. 그녀와 파워 레인저에 같이 출연했던 에이미 조 존슨과 데이비드 요스트가 장례식과 추도식에 참석했다. 동료 배우 제이슨 데이비드 프랭크 (Jason David Frank)는 형의 죽음으로 인해 참석할 수 없었지만 트랑의 가족에게 애도를 표했다. 존스는 트랑에 대해 말했다 : "그녀를 잃는 것은 내 마음을 아프게했다. 그녀는 너무 젊었고 세상과 공유 할 것이 훨씬 더 많았다. . . . 그녀의 에너지가 당신을 끌어 들였고, 그녀의 미소는 당신의 마음을 평온하게 했다. " 존슨은 "나는 항상 그녀의 용감하고 강한 성격을 기억할 것이다. 그녀는 매우 밝은 빛과 같았다. 그녀가 떠났다고 믿기 힘들다. " 파워레인저 타임포스의 "Circuit Unsure" 에피소드는 트랑을 기억하기 위해 제작되었다.
2016년 9월, 일부 팬들은 트랑을 의도적으로 무시한 것 같은 파워 레인저스 신작 영화의 마케팅 포스터에 불쾌함을 느꼈다. 이 프로모션에서는 자신의 조드에 서있는 옐로우 레인저 (가수 베키 G )의 이미지와 함께 "운전자 에드는 필요없다"라는 텍스트가 표시되었다. 몇몇 팬들은 소셜 미디어 플랫폼 페이스북과 트위터에 트랑은 자동차 사고로 사망했기 때문에 불쾌하다는 반응이었으며, 해시 태그 "#JusticeforThuy"로 답했다. 트위터 계정 공식 파워 레인저 프랜차이즈는 비판에 대한 반응으로 게시물을 삭제했지만, 같은 트윗을 발표 한 국제 배급사인 엔터테인먼트 원 필름은 게시물을 제거하지 않았다.
파워 레인저 영화의 한 장면에서 트리니 콴 캐릭터는 트랑의 탄생년도인 "1973"이 새겨진 티셔츠를 입고 원작 여배우에게 경의를 표했다. 오리지널 시리즈의 주연 배우인 오스틴 세인트 존은 새 영화에 대해 다음과 같이 말했다. "내가 가장 받아들이기 힘든 역할은 트랑이 맡았던 트리니 역이다. 트랑이 떠났기 때문에 그 역할을 하는 사람을 받아들이는 것이 힘들다. "

## 필모그래피
| 년          | 표제                           | 역할        | 노트                |
| ----------- | ------------------------------ | ----------- | ------------------- |
| 1993 – 1994 | 마이티 모르핀 파워 레인저      | 트리니 콴   | 80 에피소드         |
| 1994        | 마이티 모르핀 파워 레인저      | 트리니 콴   | 비디오 게임; 목소리 |
| 1995년      | 무술 백과 사전 : 할리우드 스타 | 본인        | 비디오 다큐멘터리   |
| 1996        | 스파이 하드                    | 손톱 관리사 |                     |
| 1996        | 크로우 2                       | 칼리        | (마지막 영화 배역)  |

## 참고 문헌

### 서지
- Everberg, Kirsten (March 20, 2001). The Crow: City of Angels – Production and Costume Design Featurette (Documentary). Miramax.CS1 maint: ref=harv (link)
- (팟캐스트). |제목=이(가) 없거나 비었음 (도움말);
- Trang, Thuy (1995). Encyclopedia of Martial Arts: Hollywood Stars (Documentary). Unknown Video.CS1 maint: ref=harv (link)
- Willis, John; Monush, Barry (2000년 2월 1일). 《Screen World:1997 Film Annual》 48. Applause Theatre & Cinema Books. ISBN 1557833206.
- Zahed, Ramin; Revenson, Jody (2018년 11월 6일). 《Power Rangers: The Ultimate Visual History》. Insight Editions. ISBN 978-1683830221.

- (영어) 떠이 트랑 - 인터넷 영화 데이터베이스
- Thuy Trang 공물 팬 사이트
- 떠이 트랑 - 파인드 어 그레이브